# Großrosseln
Großrosseln (in francese Grande-Rosselle) è un comune tedesco di 7 953 abitanti, situato nel land della Saarland.
Frontaliero con la Francia, forma di fatto un unico agglomerato urbano con il comune di Petite-Rosselle appartenente al dipartimento francese della Mosella e alla regione del Grand Est.
Karlsbrunn, un villaggio ora incorporato nel comune di Großrosseln, fu il luogo di nascita del padre di Dwight D. Eisenhower.